# قائمة البعثات الدبلوماسية في إندونيسيا

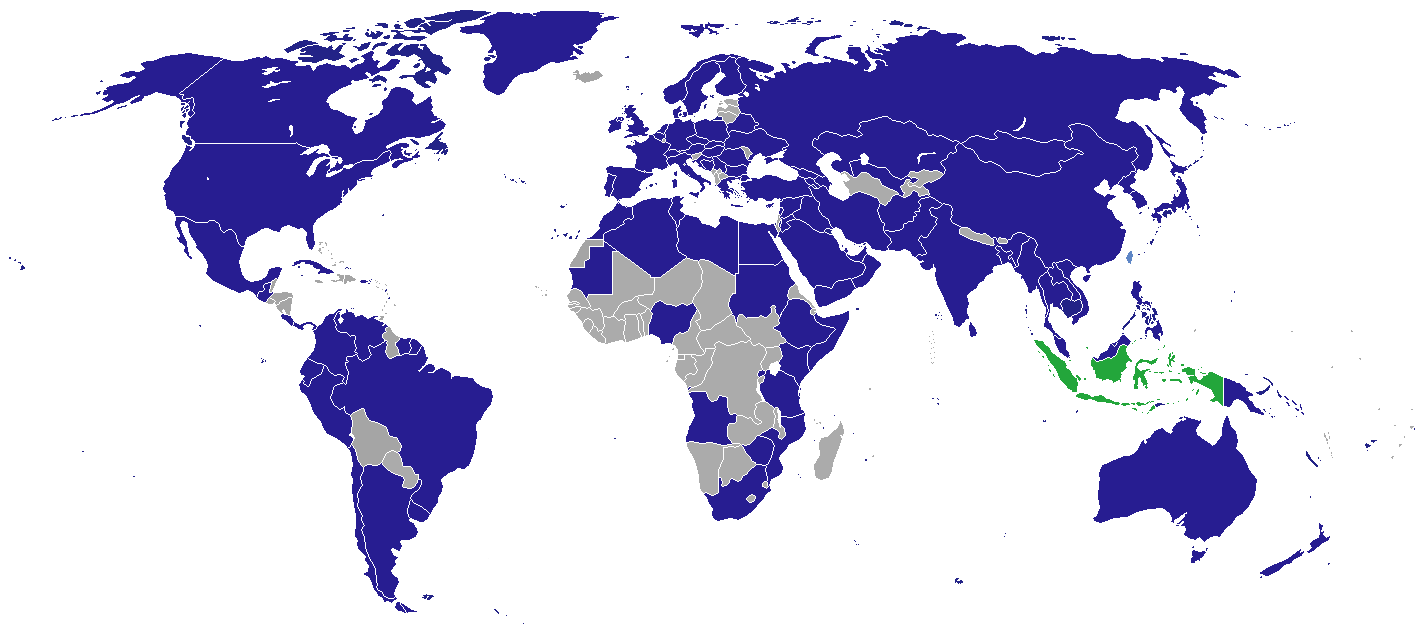
خريطة البعثات الدبلوماسية في إندونيسيا

تعرض هذه الصفحة قائمة البعثات الدبلوماسية في إندونيسيا. حاليا، توجد في العاصمة جاكارتا 104 سفارة. دول أخرى عديدة لها سفراء معتمدون في إندونيسيا، لكن معظمهم يقيم في عواصم أجنبية. هذه القائمة تستثني القنصليات الفخرية.

## سفارات
جاكارتا
- أفغانستان
- الجزائر
- الأرجنتين
- أرمينيا
- أستراليا
- النمسا
- أذربيجان
- البحرين
- بنغلاديش
- بلجيكا
- بيلاروس
- البوسنة والهرسك
- البرازيل
- بروناي
- بلغاريا
- كمبوديا
- كندا
- تشيلي
- الصين
- كولومبيا
- كوستاريكا
- كرواتيا
- كوبا
- جمهورية التشيك
- الدنمارك
- الإكوادور
- مصر
- إثيوبيا
- فيجي
- فنلندا
- فرنسا
- جورجيا
- ألمانيا
- غينيا بيساو
- اليونان
- الفاتيكان
- المجر
- الهند
- إيران
- العراق
- أيرلندا
- إيطاليا
- اليابان
- الأردن
- كازاخستان
- الكويت
- لاوس
- لبنان
- ليبيا
- ماليزيا
- المكسيك
- المغرب
- موزمبيق
- ميانمار
- هولندا
- نيوزيلندا
- نيجيريا
- كوريا الشمالية
- النرويج
- عُمان
- باكستان
- فلسطين
- بنما
- بابوا غينيا الجديدة
- باراغواي
- بيرو
- الفلبين
- بولندا
- البرتغال
- قطر
- رومانيا
- روسيا
- سان مارينو
- السعودية
- صربيا
- سنغافورة
- سلوفاكيا
- جزر سليمان
- الصومال
- جنوب إفريقيا
- كوريا الجنوبية
- إسبانيا
- سريلانكا
- السودان
- سورينام
- السويد
- سويسرا
- سوريا
- تايلاند
- تيمور الشرقية
- تونس
- تركيا
- أوكرانيا
- الإمارات العربية المتحدة
- المملكة المتحدة
- الولايات المتحدة
- أوزبكستان
- الأوروغواي
- فنزويلا
- فيتنام
- اليمن
- زيمبابوي

## مكاتب تمثيلية
- تايوان (بعثة)
- الاتحاد الأوروبي (وفد)

## قنصليات عامة وقنصليات
أتامبوا
- تيمور الشرقية (قنصلية)

باليكبابان
- فرنسا (وكالة قنصلية)

باندونغ
- النمسا (قنصلية)
- فرنسا (وكالة قنصلية)
- المجر (قنصلية)
- لاتفيا (قنصلية)
- بولندا (قنصلية)

باتام
- سنغافورة (قنصلية)

دنباسار
- أستراليا (قنصلية عامة)
- الصين (قنصلية عامة)
- تشيلي (قنصلية)
- جمهورية التشيك (قنصلية)
- الدنمارك (قنصلية)
- إستونيا (قنصلية)
- فنلندا (قنصلية)
- فرنسا (وكالة قنصلية)
- ألمانيا (قنصلية)
- المجر (قنصلية)
- الهند (قنصلية عامة)
- اليابان (قنصلية عامة)
- المكسيك (قنصلية)
- هولندا (قنصلية)
- النرويج (قنصلية)
- بولندا (قنصلية)
- البرتغال (قنصلية)
- روسيا (قنصلية)
- سلوفاكيا (قنصلية)
- جنوب إفريقيا (قنصلية)
- السويد (قنصلية)
- سويسرا (قنصلية)
- تيمور الشرقية (قنصلية عامة)
- تونس (قنصلية)
- المملكة المتحدة (قنصلية)
- الولايات المتحدة (وكالة قنصلية)

جاكرتا
- ألبانيا (قنصلية)
- بوركينا فاسو (قنصلية)
- قبرص (قنصلية)
- إستونيا (قنصلية)
- غامبيا (قنصلية عامة)
- آيسلندا (قنصلية)
- جامايكا (قنصلية)
- لاتفيا (قنصلية)
- لوكسمبورغ (قنصلية)
- مقدونيا (قنصلية)
- مالطا (قنصلية)
- موريتانيا (قنصلية)
- موناكو (قنصلية)
- ناميبيا (قنصلية)
- سيشل (قنصلية)

جايابورا
- بابوا غينيا الجديدة (قنصلية عامة)

كوبانغ
- تيمور الشرقية (قنصلية عامة)

ماكاسار
- أستراليا (قنصلية عامة)
- جمهورية التشيك (قنصلية)
- اليابان (قنصلية)
- سويسرا (قنصلية)

مانادو
- الفلبين (قنصلية عامة)

ميدان
- الصين (قنصلية عامة)
- الدنمارك (قنصلية)
- فرنسا (وكالة قنصلية)
- ألمانيا (قنصلية)
- الهند (قنصلية عامة)
- اليابان (قنصلية عامة)
- ماليزيا (قنصلية عامة)
- هولندا (قنصلية)
- النرويج (قنصلية)
- بولندا (قنصلية)
- سنغافورة (قنصلية)
- سريلانكا (قنصلية)
- تايلاند (قنصلية)
- تيمور الشرقية (قنصلية عامة)
- تركيا (قنصلية)
- الولايات المتحدة (قنصلية)

بيكانبارو
- ماليزيا (قنصلية)

بونتياناك (إندونسيا)
- ماليزيا (قنصلية)

سورابايا
- أستراليا (قنصلية عامة)
- النمسا (قنصلية)
- بيلاروس (قنصلية)
- بلجيكا (قنصلية)
- الصين (قنصلية عامة)
- جمهورية التشيك (قنصلية)
- الدنمارك (قنصلية)
- فرنسا (وكالة قنصلية)
- ألمانيا (قنصلية)
- المجر (قنصلية)
- اليابان (قنصلية عامة)
- منغوليا (قنصلية)
- هولندا (قنصلية)
- الفلبين (قنصلية)
- بولندا (قنصلية)
- سلوفاكيا (قنصلية)
- سويسرا (قنصلية)
- سريلانكا (قنصلية)
- تيمور الشرقية (قنصلية)
- تايوان (بعثة)
- الولايات المتحدة (قنصلية عامة)

يوغياكارتا
- النمسا (قنصلية)
- فرنسا (وكالة قنصلية)
- المجر (قنصلية)
- تونس (قنصلية)

## بعثات من أعضاءرابطة دول جنوب شرق آسيا
- بروناي
- كمبوديا
- إندونيسيا
- لاوس
- ماليزيا
- ميانمار
- نيوزيلندا
- الفلبين
- سنغافورة
- تايلاند
- تيمور الشرقية
- فيتنام
- الهند

## سفارات غير مقيمة
مقيمة في كوالالمبور، ماليزيا:
- غانا
- غينيا
- كينيا
- ليسوتو
- جزر المالديف
- موريشيوس
- ناميبيا
- تركمانستان
- طاجيكستان
- إسواتيني
- تنزانيا
- زامبيا

مقيمة في نيودلهي، الهند:
- بوتان
- بوركينا فاسو
- إرتريا
- جمهورية الكونغو الديمقراطية
- مقدونيا
- جمهورية الكونغو
- ترينيداد وتوباغو
- سيشل
- أوغندا

مقيمة في طوكيو، اليابان:
- بنين
- جيبوتي
- الغابون
- غواتيمالا
- آيسلندا
- ساحل العاج
- جامايكا
- مالي
- الكاميرون
- ولايات ميكرونيسيا المتحدة
- السنغال

مقيمة في بكين، الصين:
- ألبانيا
- بوليفيا
- بوروندي
- جمهورية إفريقيا الوسطى
- مالاوي
- سيراليون
- توغو
- النيجر
- ليبيريا
- تشاد
- غينيا الاستوائية
- ساو تومي وبرينسيب
- جزر القمر
- الجبل الأسود
- الرأس الأخضر

مقيمة في عواصم أخرى:
- أنغولا (سنغافورة)
- بوتسوانا (كانبرا)
- دومينيكا (نيويورك)
- إستونيا (كانبرا)
- غرينادا (واشنطن العاصمة)
- ليتوانيا (فيلنيوس)
- لوكسمبورغ (بانكوك)
- موريتانيا (مدينة الكويت)
- نيكاراغوا (نيويورك)
- نيبال (بانكوك)
- بالاو (مانيلا)
- رواندا (سنغافورة)
- سانت لوسيا (واشنطن)
- سانت فينسنت والغرينادين (واشنطن)
- سلوفينيا (نيويورك)
- تونغا (لندن)

## مقالات متعلقة
- علاقات إندونيسيا الخارجية
- قائمة البعثات الدبلوماسية في ماليزيا